# ヴィクトリア大学ウェリントン
ヴィクトリア大学ウェリントン（英語: Victoria University of Wellington 、マオリ語: Te Herenga Waka、略称：VUW ）は、ニュージーランド首都ウェリントンに所在する大学である。
ニュージーランド国内では「ヴィクトリア大学」「ヴィクトリア」の名で呼ばれている。日本語では「ビクトリア大学」「ヴィクトリア大学ウェリントン校」と表記されることもある。

## 概要
1897年にニュージーランド大学ヴィクトリア・カレッジとして創立される。正式名称は「ヴィクトリア大学・オブ・ウェリントン」。イギリス女王ヴィクトリアの名前に由来する。
ニュージーランド北島、ウェリントン市に位置する大学であり、伝統的に法律学、行政学、芸術学、音楽学、政治学、国際関係学、地域研究（アジア学、ヨーロッパ・ラテンアメリカ学、太平洋学）の領域から多くの人材を輩出している名門大学。ニュージーランド首相、外交官、総督を輩出していることや2000年にノーベル化学賞を受賞したアラン・マクダイアミッドが在籍していたことなどからニュージーランド国内での評価は高い。
2005年1月1日付けでウェリントン教育大学を統合しヴィクトリア大学ウェリントン教育学部として新たに発足した。現在はウェリントン市内に4つの校舎を持つ。
2025年現在、学長（Vice Chancellor）は、オックスフォード大学、オークランド大学などで研究に従事してきた医療工学者のニック・スミス（Nic Smith）。
ヴィクトリア大学は、数多くの大学と提携を持ち、学生・教職員間での交流関係の向上、それぞれの研究・教育分野での国際的学術研究の向上を目的とし、学術機関同士の協力と提携を積極的に行っている。また北アメリカ、ヨーロッパ、アジア、中南米などを含む広い範囲から交換留学生を受け入れており、日本では国際教養大学、同志社大学、学習院大学、明治学院大学、関西大学、東京外国語大学、大阪大学、立命館大学、立教大学、早稲田大学などの学術機関がある。

## 学術組織 (学部・学科)

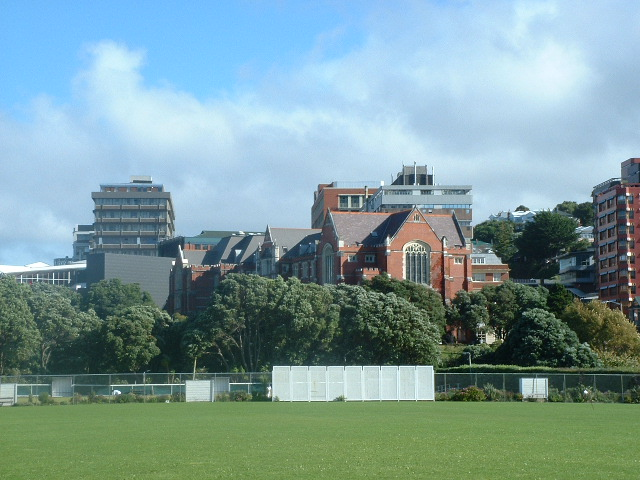
ケルバーン・キャンパス

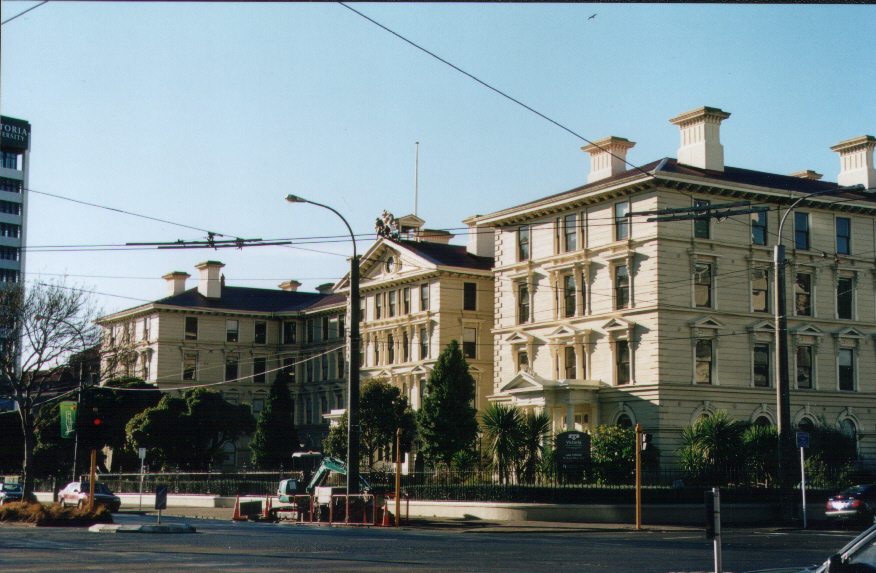
法科大学院

現在、ヴィクトリア大学は七つの学部からなり、建築・デザイン学部、人文・社会科学学部、法学部、理学部、工学部、教育学部、経営・商学部がある。

- The Faculty of Architecture and Design
  - School of Architecture
  - School of Design

- The Faculty of Humanities and Social Sciences
  - School of Art Hisrory, Classics and Religious Studies
  - School of English, Film, Theatre, and Media Studies
  - School of History, Philosophy, Political Science snd International Relations
  - School of Linguistics and Applied Language Studies
  - Te Kawa a Maui
  - Graduate School of Nursing, Midwifery and Health
  - School of Asian and European Languages and Cultures
  - School of Social and Cultural Studies
  - New Zealand School of Music

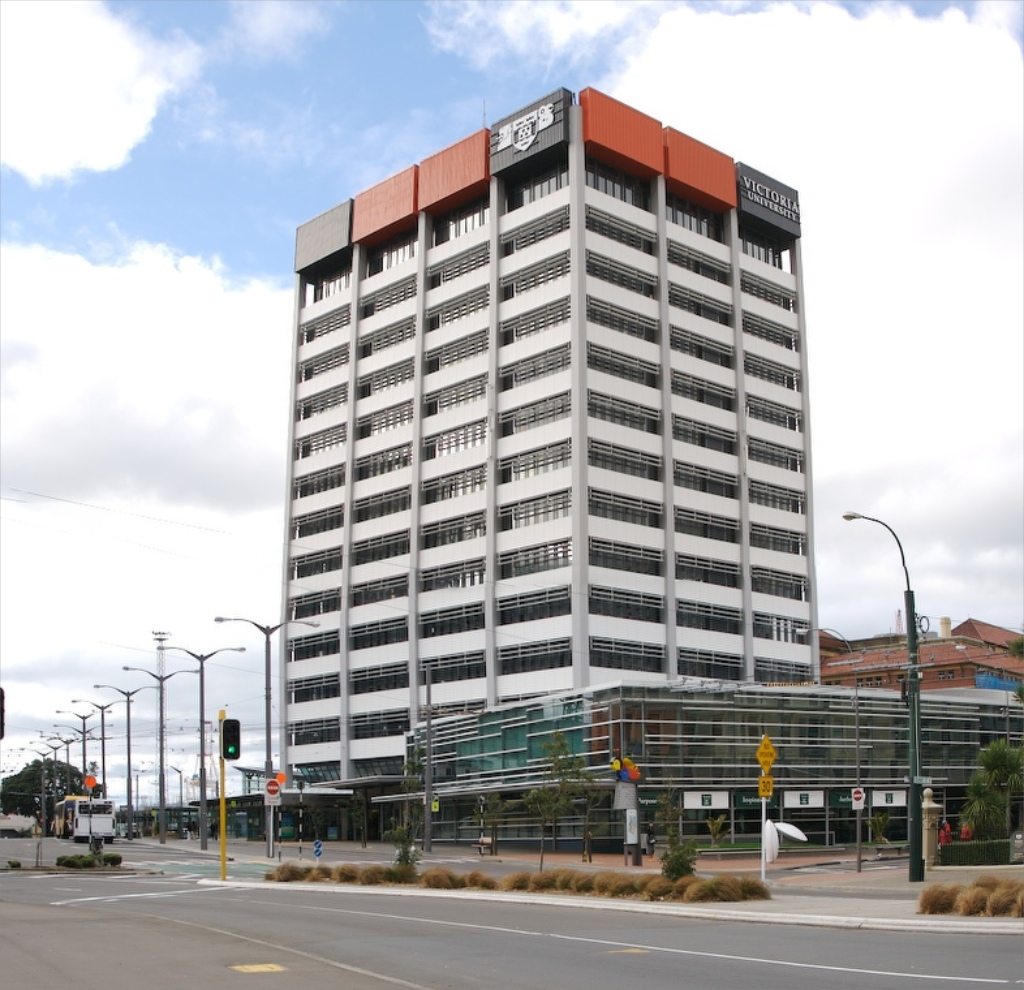
ピピテア・キャンパス

- The Faculty of Law
- The Faculty of Science
  - School of Biological Sciences
  - School of Chemical and Physical Sciences
  - School of Geography, Environment and Earth Sciences
  - School of Mathematics, Statistics and Computer Science
  - School of Psychology
- The Faculty of Engineering

- The Faculty of Education
- The Faculty of Commerce and Administration
  - School of Accounting and Commercial Law
  - School of Economics and Finance
  - School of Government
  - School of Information Management
  - School of Marketing and International Business
  - Victoria Manaement School

## 著名な卒業生

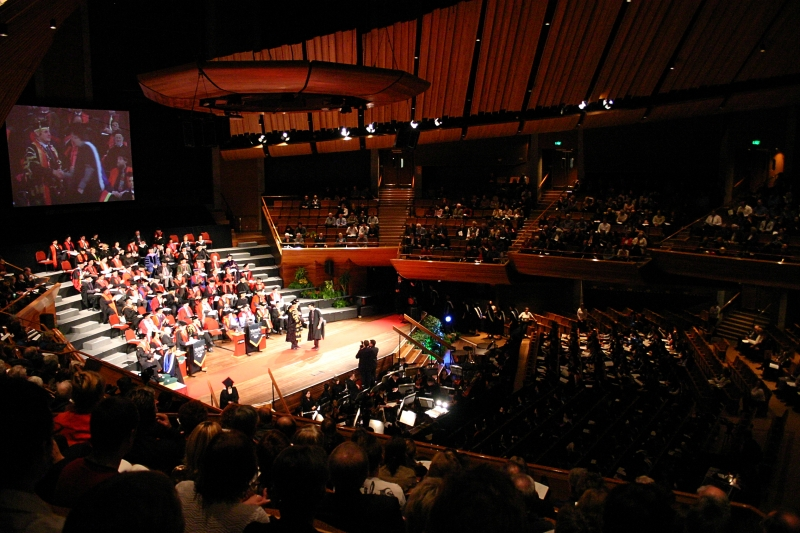
2005年度卒業式

### 政治
- ジェフリ・パルマー（第33代ニュージーランド首相、法学者）
- マイケル・ハーディ・ボーイズ（第17代ニュージーランド総督、判事）
- パツィー・レディ（第21代ニュージーランド総督、弁護士）
- ティム・グローサー（政治家）
- フィアメ・ナオミ・マタアファ（第12代サモア首相）
- クリス・ヒプキンス（第41代ニュージーランド首相）

### 行政
- デレク・リースク（駐英高等弁務官）
- ケートリン･ラッキー（駐加高等弁務官）
- ローリー・マーカス（駐伊特命全権大使）
- ナイジェル・ファイフェ（駐アルゼンチン特命全権大使）

### 学術
- アラン・マクダイアミッド（化学者、2000年度ノーベル化学賞受賞者）
- ポール・ヒィーリー（経営学者、ハーバード大学教授）
- 中田達也（応用言語学、英語教育学者、立教大学異文化コミュニケーション研究科教授）
- ジェームズ・ベリチ（オクスフォード大学歴史学部教授）

### 芸術
- サム・ニール（俳優）
- ジェーン・カンピオン（映画監督）
- フラン・ウォルシュ（映画プロデューサー、脚本家）
- エレノア・カットン（作家）
- タイカ・ワイティティ（映画監督）
- アンソニー・マッカーテン（脚本家）
- キャサリン・チッジー（小説家）

### スポーツ
- コンラッド・スミス（ラグビー選手）

## 著名な教員
- ダグラス・リルバーン（作曲家）
- ピーター・マンツ（哲学者）
- スティーブン・エプステイン（アジア学、翻訳家、カルチュラル・スタディーズ）